# Centralnokurdski jezik
Centralnokurdski jezik (کوردیی ناوەندی، سۆرانی, ISO 639-3: ckb), ili sorani jezik je kurdske skupine iranskih jezika iz Iraka i Irana. U suvremeno doba govori ga svega 462 000 u Iraku (2004.) južno od rijeke Zab u provincijama Suleimaniye, Arbil, Kirkuk, Khanaqin i Mandali. Centralnokurdska dijaspora znatnija je u Iranu i u zemljama zapadne Europe i SAD-a.
U Iranu ga govori 3 250 000 ljudi. U Iraku je kurdski službeni jezik uz standardni arapski. Dijalekti su mu hewleri (arbili), xoshnaw, pizhdar, suleimani (silemani), warmawa, rewandiz, bingird, mukri, kerkuki i garmiyani u Iraku i mukri (mokri, kordi), sanandaji (sine’i, sina’i, sineyi), južni jafi i pijdari u Iranu.

## Vanjske poveznice
- Sorani wikipedija
- Ethnologue (15th)
- Novi zavjet na Soraniju
- Kurdska akademija